# (10149) Cavagna
(10149) Cavagna (1994 PA) – planetoida z grupy pasa głównego asteroid okrążająca Słońce w ciągu 3,22 lat w średniej odległości 2,18 j.a. Odkryta 3 sierpnia 1994 roku.